# Ґарно
Ґарно (пол. Garno) — село в Польщі, у гміні Волянув Радомського повіту Мазовецького воєводства.
Населення — 924 особи (2011).
У 1975-1998 роках село належало до Радомського воєводства.

## Демографія
Демографічна структура станом на 31 березня 2011 року:
|          | Загалом | Допрацездатний вік | Працездатний вік | Постпрацездатний вік |
| -------- | ------- | ------------------ | ---------------- | -------------------- |
| Чоловіки | 485     | 139                | 320              | 26                   |
| Жінки    | 439     | 108                | 265              | 66                   |
| Разом    | 924     | 247                | 585              | 92                   |